# Tanasith Siripala
Tanasith Siripala (tiếng Thái: ธนาสิทธิ์ ศิริผลา; sinh ngày 9 tháng 8 năm 1995), còn được biết với tên đơn giản Tao (tiếng Thái: เต๋า) là một cầu thủ bóng đá người Thái Lan thi đấu ở vị trí tiền vệ chạy cánh cho câu lạc bộ Giải bóng đá Ngoại hạng Thái Lan Port. Tanasith is còn được đặt tên là "Taodinho" bởi những người hâm mộ Thái Lan vì anh giống với ngôi sao người Brasil Ronaldinho.

## Cuộc sống ban đầu
Thanasit Siriphala sinh ra ở Khemarat District, Ubon Ratchathani, Thái Lan. Lúc còn nhỏ, anh thường xuyên đá bóng, và chuyển đến Băng Cốc để học tập và thi đấu bóng đá tại Trường Pensmith. Trong trường, anh tham dự giải bóng đá U-15 cho các trường châu Á năm 2010 tại indonesia.

## Sự nghiệp câu lạc bộ

### Bangkok Glass
Tanasith Siripala ký hợp đồng với Bangkok Glass, tập luyện vào năm 2010  và thi đấu cho đội trẻ. Anh bắt đầu sự nghiệp bóng đá năm 2012 lúc 16 tuổi, Tanasith được cho mượn đến Rangsit để tích lũy kinh nghiệm và rèn luyện bản thân ở Cúp Hoàng gia Khǒr. Anh ra mắt ngày 9 tháng 1 năm 2012 trong trận hòa 1-1 trước Dhurakij Pundit University F.C.
Ngày 13 tháng 1 năm 2012 Tanasith ghi bàn thắng đầu tiên trong chiến thắng 1-0 trước Army Welfare Department F.C. At Rangsit F.C. anh thi đấu 5 trận và ghi 3 bàn thắng, giúp câu lạc bộ lên chơi ở Regional League Division 2 (Bangkok & Field Region) với tư cách vô địch Cúp Hoàng gia Khǒr.
Tanasith trở lại Bangkok Glass ở Giải bóng đá Ngoại hạng Thái Lan 2012 và cuối cùng cũng ra mắt cho Bangkok Glass ngày 7 tháng 4 năm 2012, trong chiến thắng 2-0 trước Police United tại Sân vận động Leo.Anh thi đấu 9 trận cho Bangkok Glass, mùa giải đó đội về đích thứ 8.
Vào mùa giải 2013, lúc 17 tuổi, anh có bàn thắng đầu tiên cho Bangkok Glass ngày 28 tháng 9 năm 2013 trong thắng lợi 5-1 trước TOT tại Giải bóng đá Ngoại hạng Thái Lan.

## Sự nghiệp quốc tế
Năm 2016, Tanasith Siripala được chọn vào đội hình U-23 Thái Lan cho Giải vô địch bóng đá U-23 châu Á 2016 ở Qatar.

## Bàn thắng quốc tế

### U-19
| #  | Ngày                | Địa điểm                       | Đối thủ | Tỉ số | Kết quả | Giải đấu                              |
| -- | ------------------- | ------------------------------ | ------- | ----- | ------- | ------------------------------------- |
| 1. | 9 tháng 10 năm 2014 | Sân vận động Thuwunna, Myanmar | Iran    | 1–1   | 2–1     | 2014 Giải vô địch bóng đá U-19 châu Á |

### U-23
| #  | Ngày                | Địa điểm                                                  | Đối thủ           | Tỉ số | Kết quả | Giải đấu       |
| -- | ------------------- | --------------------------------------------------------- | ----------------- | ----- | ------- | -------------- |
| 1. | 4 tháng 3 năm 2015  | Nakhon Pathom Municipality Sport School Stadium, Thái Lan | Đài Bắc Trung Hoa | 2–0   | 2–1     | Giao hữu       |
| 2. | 23 tháng 3 năm 2017 | UAE Football Association Stadium, UAE                     | Malaysia          | 4–0   | 4–0     | 2017 Dubai Cup |
| 3. | 26 tháng 3 năm 2017 | Police Officers' Club Stadium, UAE                        | Trung Quốc        | 1–2   | 1–2     | 2017 Dubai Cup |
| 4. | 31 tháng 5 năm 2018 | Sân vận động PTIK, Jakarta, Indonesia                     | Indonesia         | 1–2   | 1–2     | Giao hữu       |

## Danh hiệu

### Câu lạc bộ
Bangkok Glass
- Cúp Hiệp hội Bóng đá Thái Lan (1): 2014

### Quốc tế
U-23 Thái Lan
- Dubai Cup (1): 2017
- BIDC Cup (Campuchia) (1): 2013

U-21 Thái Lan
- Nations Cup (1): 2016